# Масаја
Масаја (шпански изговор: [маˈсаʝа]) је главни град департмана Масаја у Никарагви. Налази се отприлике 14 км западно од Гранаде и 31 км југоисточно од Манагве. Налази се источно од вулкана Масаја, активног вулкана по којем је град и добио име. Са процењеном популацијом од 132.059 (2019), четврти је град по насељености у Никарагви и у култури је познат као Град цвећа.

## Историја
Верује се да су Никуиранос први људи који су настанили земљу Масаја (Чоротегас су такође насељавали ова подручја). Постоје докази о њиховом насељавању у малим градовима попут Ниндирија, Никуинохома и Монимбоа од пре шпанског освајања. Једна од главних градских четврти је Монимбо (што на шпанском значи „близу воде“) и налази се врло близу лагуне. Постоје документовани докази да је у 6. веку Монимбо имао око 150 притока.
Педрариас Давила иницирао је освајање данашње Масаје 1524. године и створио прве енкомијенде. Пошто се Масаја налази на главном путу од Гранаде до Леона, као и до Панаме, убрзо се развио у одговарајуће одмориште за путнике. Због лепе климе и плодног тла, многи људи су били привучени да се населе у граду, стварајући тако колонијални град Масаја.
Дана 24. марта 1819. године, шпански краљ Фердинанд VII доделио је Масаји титулу „Веома племенито и одано село верно Сан Фернанду од Масаје“ коју и данас можете прочитати на градском грбу. Поред тога, на градском грбу стоји: „Живело Маријино срце“. 2. септембра 1839. Масаја је званично проглашена градом.
Од свих различитих аутохтоних насеља, само је Монимбо током времена сачувао свој етнички идентитет.
19. септембра 1912, током никарагванског грађанског рата 1912, никарагванске побуњеничке снаге отвориле су ватру на америчке маринце и морнаре који су пролазили кроз град на путу за Гранаду. Ово је постало познато као битка код Масаје.

## Производња
Масаја се налази централно у великом региону пољопривредне производње у Никарагви. Већи део производње из департмана Масаја и Каразо и околних подручја испоручује се кроз Масају на путу ка северу, према Манагви и Леону. Масаја је такође запажен индустријски центар, који производи обућу и одећу. Остале индустрије у граду укључују прераду влакана и производњу цигара, производа од коже, сапуна и скроба. Многе заједнице које окружују Масају производе намештај од тврдог дрвета и плетера, а у Масаји постоји насеље у близини језера посвећено производњи висећих мрежа.

## Атракције
Масаја је позната као „Колевка никарагванског фолклора“ и само је срце никарагванских рукотворина. Главна пијаца у Масаји налази се поред централне аутобуске станице. Тржиште је подељено на одељке, при чему сваки одељак има различите потребе. Поред јединствених никарагванских производа као што су ручно ткане висеће мреже, везене блузе, резбарије од дрвета и ткање конопље, тржиште је врло разнолико. Читав део тржишта посвећен је продаји електронских уређаја и одеће, док је други део резервисан за сирово месо. На тржишту је све доступно од хардвера и залиха лепоте до производа из околине.

## Вулкан Масаја
Национални парк Вулкан Масаја је популарно туристичко место. Туристички водичи и одговарајућа опрема обезбеђени су за пешачења унутар пећина пуних слепих мишева створених токовима лаве из прошлих ерупција. Данас је лава видљива у кратеру вулкана. Масаја је најактивнији вулкан у региону. Заправо га чине два вулкана: Масаја и Ниндири са укупно пет кратера.
Шпанци су вулкан први пут описали 1524. године и веровали су да лава топи злато. Али када га је Фрај Бартоломе де лас Касас први пут видео назвао га је "Капијама пакла". Од тада је вулкан Масаја еруптирао најмање 19 пута. Од 1965. до 1979. вулкан је садржао активно језеро лаве. Последњи извештај о ерупцији био је 2003. године. Масаја је необичан базалтни вулкан јер је имао експлозивне ерупције. Ерупција 4550. п. била је једна од највећих на Земљи у последњих 10.000 година.

## Језеро Апојо
Град Масаја такође се налази западно од великог, дубоког кратера језера названог „Апојо“. који је део природног резервата лагуне Апојо. Ово језеро је популарна атракција у околини и домаћин је неколико хостела и малих одмаралишта. Апојонов кратер мери четири миље ширине и преко 656 стопа је дубоко. Главне активности укључују риболов, водене спортове и роњење. Археолошки истраживачи пронашли су доказе о преколонијалној окупацији.

## Гастрономија
Масаја се може похвалити разноврсном кулинарском традицијом заснованом на претколумбовским рецептима. Насатамал је џиновски тамал, направљен од кукурузног брашна посутог анатом и сољу, помешан са свињетином, сланином, мало пиринча, кришкама кромпира, луком, парадајзом, зеленом паприком, ментом, конго чилијем и сувим шљивама. Потом је све покривено лишћем трпутца, везано конопцима и кувано пар сати на џиновском лонцу. Насатамале се обично једу за доручак или вечеру уз векну хлеба и црну кафу.